# Christa Reinig

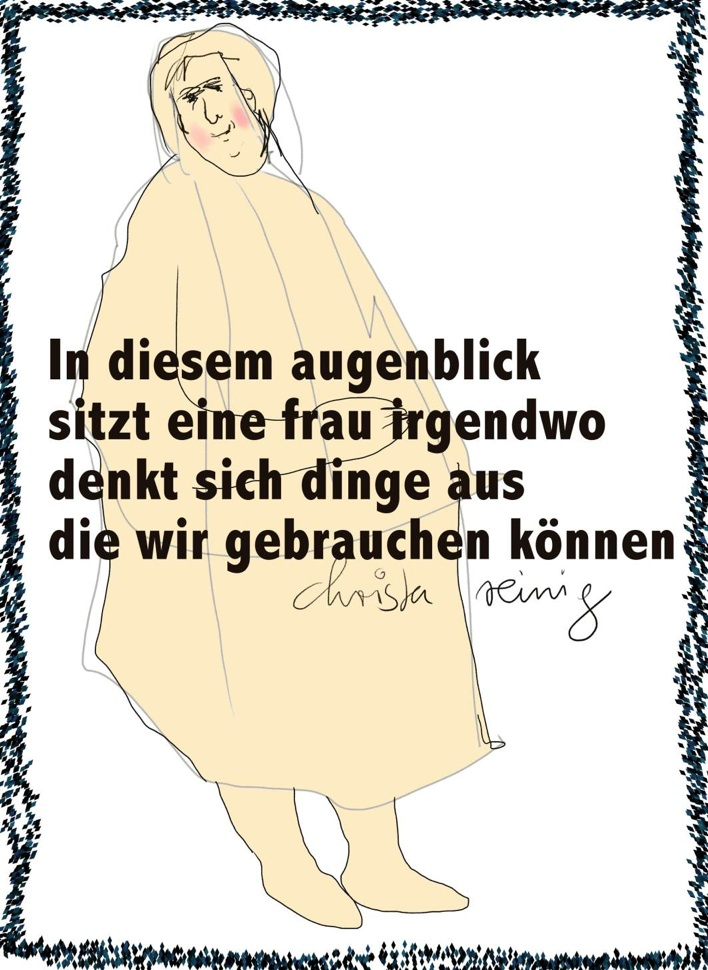
von *durbahn

Christa Reinig (* 6. August 1926 in Berlin; † 30. September 2008 in München) war eine deutsche Schriftstellerin.

## Leben
Christa Reinig war die uneheliche Tochter der alleinerziehenden Putzfrau Wilhelmine Reinig. Sie wuchs in ärmlichen Verhältnissen im Osten Berlins auf, war im Zweiten Weltkrieg Fabrikarbeiterin und anschließend Trümmerfrau und Floristin (Blumenbinderin).
Sie studierte von 1950 bis 1953 zwecks Erwerb des Abiturs an der Arbeiter- und Bauern-Fakultät der Humboldt-Universität zu Berlin. Dann absolvierte sie an dieser Universität ein Studium der Kunstgeschichte und Archäologie. Von 1957 bis 1964 war sie wissenschaftliche Assistentin und Kustodin am Märkischen Museum.
Bereits in den 1940er Jahren hatte Reinig mit dem Schreiben begonnen; sie war Mitarbeiterin der Ostberliner satirischen Zeitschrift Eulenspiegel und konnte in der DDR einige literarische Beiträge veröffentlichen. Wegen ihrer nonkonformistischen Haltung gegenüber jeglicher Autorität erging jedoch bereits 1951 ein Publikationsverbot der DDR-Behörden gegen sie, so dass ihre Werke bereits in den 1950er Jahren ausschließlich in westdeutschen Verlagen erschienen. In West-Berlin wirkte sie in einer Gruppe sogenannter „Zukunftsachlicher Dichter“ mit, an deren hektografierter Zeitschrift Evviva future sie von 1949 bis 1960 als Herausgeberin mitwirkte. Sie war Ehrenmitglied im Neuen Friedrichshagener Dichterkreis Johannes Bobrowskis. Kurz nach dem Tod ihrer Mutter flüchtete sie 1964 aus der DDR, indem sie von der Reise anlässlich der Entgegennahme des Bremer Literaturpreises nicht wieder in die DDR zurückkehrte. Sie lebte seither in München.
Christa Reinig schrieb zunächst weiter balladenhafte Gedichte in kantigem Stil, daneben aber auch Liebeslyrik, Prosa und Hörspiele. Nachdem sie sich in den 1970er Jahren öffentlich zu ihrer lesbischen Orientierung bekannt hatte, stand der kämpferische Feminismus in ihrem Werk im Vordergrund, häufig durchsetzt mit Satire und schwarzem Humor. Reinig war Mitglied im P.E.N.-Zentrum Deutschland und in der Bayerischen Akademie der Schönen Künste in München.
Christa Reinig litt an Morbus Bechterew, verschlimmert durch einen Treppensturz 1971. In ihrem ersten Roman Die himmlische und die irdische Geometrie verarbeitete sie auch ihre körperliche Einschränkung und bezeichnete sich als „Krüppel“. Seit Anfang des Jahres 2008 bis zu ihrem Tod lebte sie in einem Münchner Pflegeheim der Diakonie.
Ihre Privatbibliothek befindet sich heute im Deutschen Literaturarchiv Marbach als Depositum des Diakoniewerks München Maxvorstadt.

## Auszeichnungen und Ehrungen
- 1964 Bremer Literaturpreis
- 1965 Villa-Massimo-Stipendium
- 1968 Hörspielpreis der Kriegsblinden
- 1969 Tukanpreis der Stadt München
- 1973 Ehrengabe der Bayerischen Akademie der Schönen Künste
- 1975 Deutscher Kritikerpreis
- 1976 Bundesverdienstkreuz am Bande
- 1984 Preis der SWR-Bestenliste
- 1993 Roswitha-Preis der Stadt Bad Gandersheim
- 1999 Brandenburgischer Literaturpreis
- 2003 Kester-Haeusler-Ehrengabe der Deutschen Schillerstiftung

## Werke
- Die Steine von Finisterre, Stierstadt im Taunus 1960
- Der Traum meiner Verkommenheit. Prosa. Wolfgang Fietkau Verlag, Berlin 1968 (Schritte 4, Erstauflage 1961), ISBN 3-87352-004-4
- Gedichte, Frankfurt am Main 1963
- Drei Schiffe, Frankfurt am Main 1965
- Orion trat aus dem Haus – Neue Sternbilder, Stierstadt im Taunus 1968
- Schwabinger Marterln, Stierstadt im Taunus 1968
- Das Aquarium, Stuttgart 1969
- Schwalbe von Olevano, Stierstadt im Taunus 1969
- Das große Bechterew-Tantra, Stierstadt im Taunus 1970
- Papantscha-Vielerlei, Stierstadt im Taunus 1971
- Die Ballade vom blutigen Bomme, Düsseldorf 1972 (zusammen mit Christoph Meckel)
- Hantipanti, Weinheim 1972
- Die himmlische und die irdische Geometrie. Roman. Mit Linolschnitten von Carl Cohnen, Eremiten-Presse, Düsseldorf, 1975, ISBN 3-87365-080-0
- Entmannung, Düsseldorf 1976
- Der Hund mit dem Schlüssel, Düsseldorf 1976 (zusammen mit Gerhard Grimm)
- Mein Herz ist eine gelbe Blume, Düsseldorf 1978 (zusammen mit Ekkehart Rudolph)
- Müßiggang ist aller Liebe Anfang, Düsseldorf 1979
- Die Prüfung des Lächlers, München 1980
- Der Wolf und die Witwen, Düsseldorf 1980
- Mädchen ohne Uniform, Düsseldorf 1981 (mit Original-Offsetlithografien von Klaus Endrikat).
- Die ewige Schule, Verlag Frauenoffensive, München 1982, ISBN 3-88104-116-8.
- Die Frau im Brunnen, München 1984.
- Sämtliche Gedichte, Eremiten-Presse, Düsseldorf 1984.
- Feuergefährlich, Berlin 1985. Neuauflage: Wagenbach, Berlin 2010.
- Erkennen, was die Rettung ist, München 1986 (zusammen mit Marie-Luise Gansberg und Mechthild Beerlage).
- Gesammelte Erzählungen, Darmstadt u. a. 1986.
- Nobody und andere Geschichten, Düsseldorf 1989.
- Glück und Glas, Düsseldorf 1991.
- Ein Wogenzug von wilden Schwänen, Ravensburg 1991.
- Der Frosch im Glas, Düsseldorf 1994.
- Simsalabim, Düsseldorf 1999 (zusammen mit Hans Ticha).
- Das Gelbe vom Himmel, Düsseldorf 2006 (zusammen mit Hans Ticha).

### Herausgeberschaft
- Annette von Droste-Hülshoff: Gedichte, Frankfurt am Main u. a. 1969.

### Übersetzungen
- Marina Zwetajewa: Gedichte, Berlin 1968.

### Diskografie
- Aus Geschichten vom Hantipanti; in Warum ist die Banane krumm?, Berlin 1971 (weitere Beiträge von Peter Bichsel, Wolf Biermann, Floh de Cologne, Ernst Jandl, Günter Herburger, Günter Bruno Fuchs, Reinhard Lettau und Peter Rühmkorf)